# 828 Lindemannia
828 Lindemannia eller A916 QH är en asteroid i huvudbältet, som upptäcktes den 29 augusti 1916 av den österrikiske astronomen Johann Palisa. Asteroiden namngavs senare efter den tyskfödde men brittiske amatörastronomen och ingenjören Adolph Friedrich Lindemann, far till den brittiske fysikern  Frederick Lindemann.
Lindemannias senaste periheliepassage skedde den 18 april 2018.[Uppdatering behövs] Dess rotationstid har beräknats till 20,52 timmar.